# نانبو (مسدس)
مسدس نانبو (باليابانية:南部拳銃 أو 南部大型自動拳銃) ، هي مسدس حربي ياباني صنع من اليابان ويلقب بالمسدس موديل 14 ، واستخدم هذا السلاح من قبل الجيش الإمبراطوري الياباني في زمن هيروهيتو، وقد حصل تايلاند على السلاح الياباني في ظل سيطرة الجيش الإمبراطوري على تايلند والهند الصينية، فبدأ صناعة السلاح سنة 1914م، وتوقف استخدامها نهائيا عام 1945م بعد توقيع على معاهدة استسلام اليابان للحلفاء، بحيث يقوم الحلفاء بتدمير كل الأسلحة والمدرعات الحربية العسكرية التي صنعها اليابانيون وتفكيكها .
صنع هذا السلاح من قبل الفريق الركن كيجيرو نانبو ، وتلك المسدس استخدمت من قبل الجيش الإمبراطوري الياباني والإستخبارات العسكرية التي احتلها الجيش في شرق القارة الأسيوية .
وقد شارك الجيش الياباني باستخدام مسدس نانبو في الحروب التالية :
- الحرب العالمية الأولى .
- الحرب اليابانية الروسية .
- الحرب الصينية الياباينة الأولى .
- الحرب الصينية اليابانية الثانية .
- الحرب العالمية الثانية (حرب الباسفيك) .

## استخدام
- اليابان
- تايلاند: الجيش التايلندي تحت سيطرة الجيش الياباني .[1]
- فيتنام: أستخدم الضباط والجيش الفيتنامي الشمالي في الحرب الهند الصينية.

## وصلات خارجية
- Modern Firearms page
- Nambu World: Teri’s WWII Japanese Handgun Website